# Навчально-оздоровчий комплекс «Ерудит»
НОК «Ерудит» — навчально-оздоровчий комплекс на березі Псла у с. Потоки Кременчуцького району Полтавської області. Є структурним елементом Кременчуцького педагогічного коледжу імені А. С. Макаренка.

## ДОТ «Ерудит» (2001—2011)

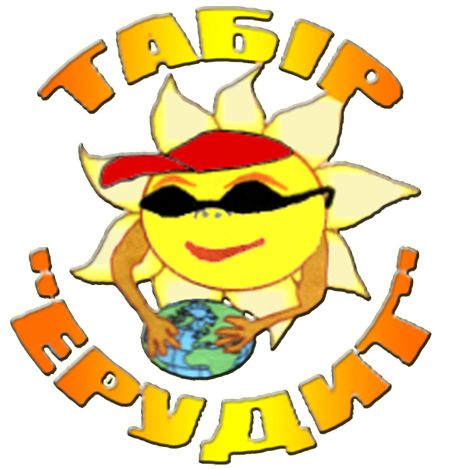
Емблема ДОТ «Ерудит»

Дитячий оздоровчий табір «Ерудит» був створений на базі Кременчуцького педагогічного училища ім. А. С. Макаренка для обдарованих дітей і підлітків ще у 2001 році. Метою створення табору було виконання Указу Президента України «Про програму роботи з обдарованою молоддю на 2001—2005 рік» від 08.02.2001 р. № 78/2001. Першим керівником табору стала Солодовнікова Людмила Георгіївна.
«Ерудит» був табором нового типу. Цілодобовий, за типом — профільний, в якому діти, поряд з літнім оздоровленням та відпочинком, оволодівали навичками роботи з комп'ютером. Протягом дня проводилися заняття в кабінетах під керівництвом викладачів училища.
На базі ДОТ «Ерудит» відпочивала та навчалася обдарована молодь віком від 10 до 17 років з різних районів Полтавської області.
Навчання проводилося за чотирма напрямками: 1) основи роботи з комп'ютером (діти, що не мали навичок роботи, або зовсім не знайомі з комп'ютером); основи WEB-дизайну (для дітей, що мають середній рівень підготовки в роботі з комп'ютером); 2) основи роботи з графічним редактором (для дітей, що мали художні здібності); 3) основи програмування (для дітей, що мали навички роботи з комп'ютером і хотіли їх розвинути та детальніше вивчити мову програмування C ++ Builder, Delphy); 4) створення комп'ютерної анімації за допомогою програми A Macromedia Flash.
У відповідності з планом роботи в таборі щоденно проводились виховні театралізовані, спортивні та розважальні заходи, реалізовувались програми культурно-масового, інтелектуального, естетичного, фізичного, патріотичного, національного спрямування.
В «Ерудиті» були розроблені та спеціально адаптовані програми для літнього періоду роботи гуртків у таборі: гуртка з інформатики, гуртка «Умілі руки», психологічного гуртка «Задзеркалля», атлетичного гуртка на базі тренажерного залу «Біцепс», клубу юних кореспондентів, студії танцю.

## НОК «Ерудит» (з 2012р.)
Навчально-оздоровчий комплекс «Ерудит» був відкритий у 2012 році.

### Історія будівель
У 1905 р. в містечку Потоки Кременчуцького повіту Миргородського полку німецький граф Ірезен Стокасімов, що жив тоді у Петербурзі, скупив землі у княжни Аврамової і, укріпивши берег Псла, розпочав будівництво свого маєтку.
У планах Стокасімова було зведення чотириповерхового палацу, але місцеві майстри-селяни встигли побудувати лише два перших поверхи — на заваді стали події 1917 року. Після Жовтневого перевороту граф емігрував до Франції, залишивши нерухомість на Полтавщині.
З 1917 року радянська влада пристосувала будинок під санаторій для туберкульозних хворих.
У 1923 році тут знаходився дитячий будинок, а з 1928 року приміщення передали під середню школу.
Під час Другої світової війни у червні-вересні 1941 року в школі розмістився лазарет Червоної армії, а на місці поховання померлих солдат встановлено обеліск.

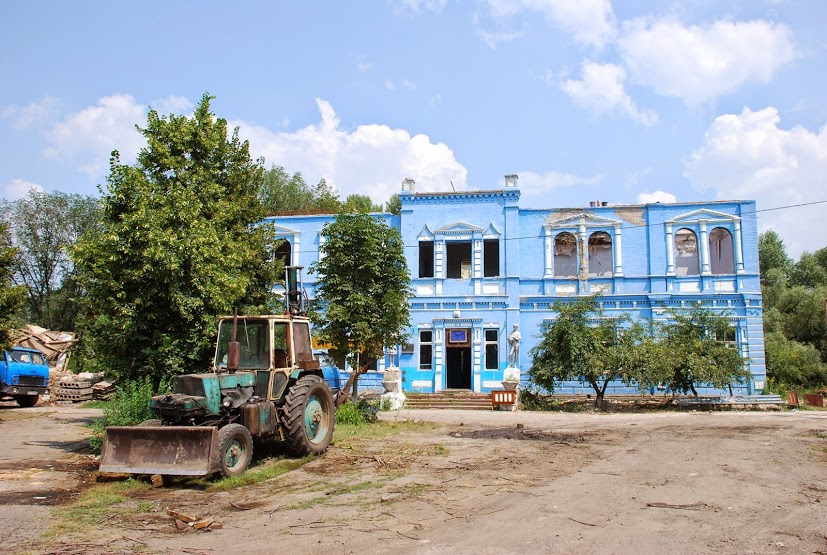
Реконструкція спального корпусу

З кінця 1942 року до 1943 року на території школи знаходився німецький штаб з радянськими військовополоненими. При відступі окупанти зруйнували додаткові будівлі, але головний корпус лишився неушкодженим. У жовтні 1943 року заняття учнів були відновлені.
Школа пропрацювала до 1969 р., а з 1970 р. у будівлі було відкрито допоміжну школу-інтернат, яка проіснувала до 2010 року.
У 2010 році наказом обласної ради прийнято рішення про передачу приміщення та території допоміжної школи-інтернату на баланс Кременчуцького педагогічного училища ім. А. С. Макаренка. Будинки на той час були напівзруйновані, територія занедбана. Два роки тривали будівельні роботи, і, нарешті, у 2012 році було відкрито навчально-оздоровчий комплекс «Ерудит» для обдарованої молоді Полтавської області.
На фасаді навчального закладу встановили дві меморіальні дошки. На одній із них значиться, що в роки Другої світової війни в цьому приміщенні був розташований шпиталь, а на іншій — повідомлення про те, що будівля є історичною пам'яткою місцевого значення.

### Сучасний НОК «Ерудит»
«Ерудит» сьогодні — це спальний та навчальний корпуси, сучасний харчоблок, футбольне поле зі штучним покриттям, більярд та тренажери, літній концертний майданчик та актова зала, власний пляж.
Цілорічний відпочинок і оздоровлення обдарованих дітей поєднується із навчанням, проведенням тренувальних зборів для учасників олімпіад із базових дисциплін і конкурсів-захистів робіт МАН. Заняття проводяться в кабінетах, обладнаних сучасною комп'ютерною технікою, під керівництвом викладачів коледжу, учителів кременчуцьких шкіл, спеціалістів з інших областей України.
Протягом навчального року «Ерудит» приймає дітей з усієї області, які поряд з дозвіллям та відпочинком готуються до олімпіад та конкурсів МАН з одинадцяти різних предметів. Проводяться відбірково-тренувальні збори до Міжнародної олімпіади з інформатики, заняття Всеукраїнської літньої комп'ютерної школи з програмування «Олімп» (керівник — Мельник В. І.), обласні форуми переможців Всеукраїнських та обласних масових заходів Малої академії наук, предметні олімпіади.
Влітку в «Ерудиті» відпочивають:
- переможці та призери Всеукраїнських, обласних, районних предметних олімпіад, переможці та призери МАН;
- учасники творчих колективів, які зайняли призові місця в конкурсах та оглядах художньої самодіяльності;
- діти, що досягли високих показників у спорті та зайняли призові місця на спортивних змаганнях.

На базі НОК «Ерудит» кращі студенти педколеджу проходять педагогічну практику «У літніх оздоровчих таборах». Підготовка до цієї практики традиційно розпочинається навчально-тренувальним семінаром, що організовується на базі табору.

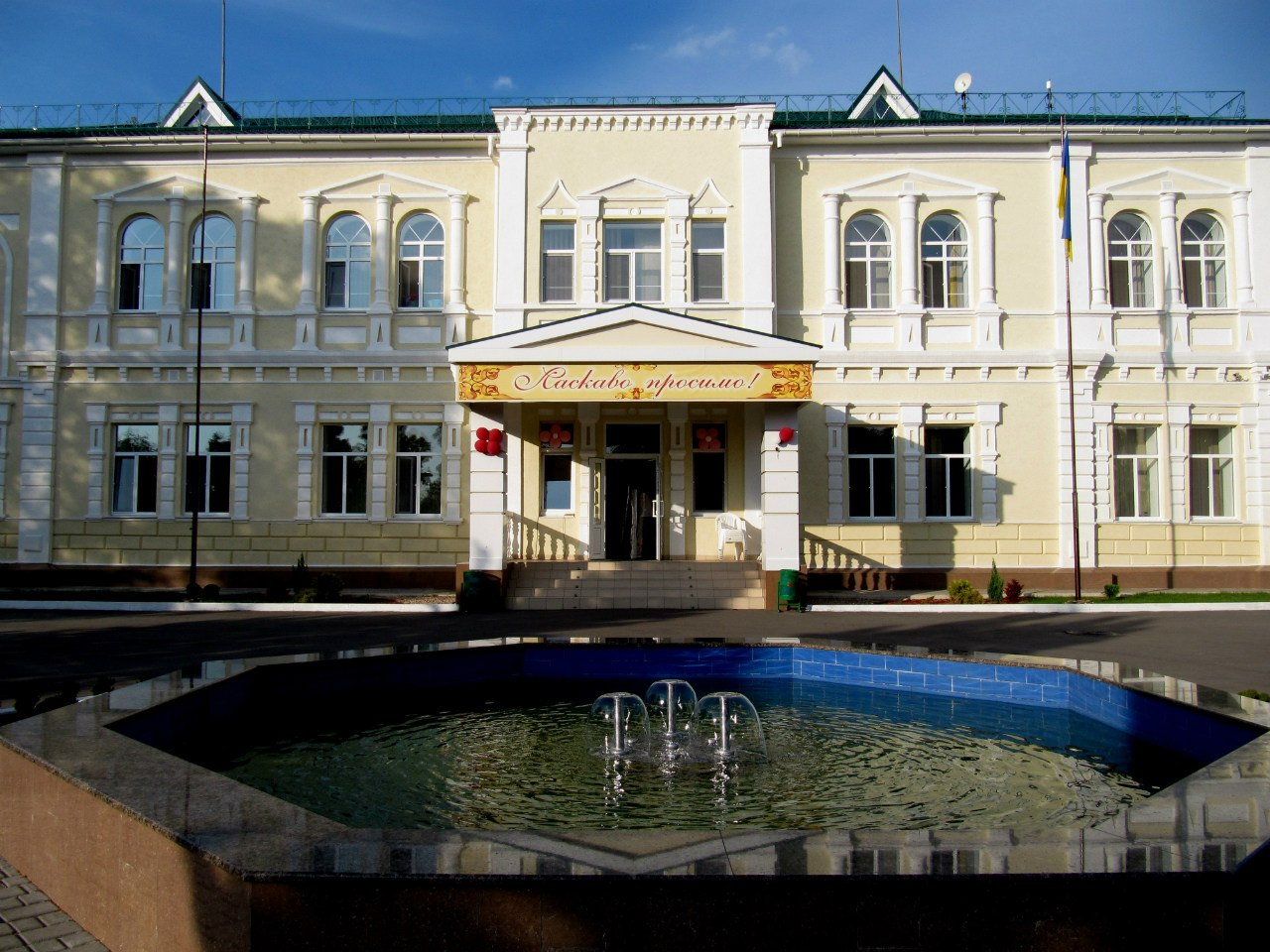
Спальний корпус
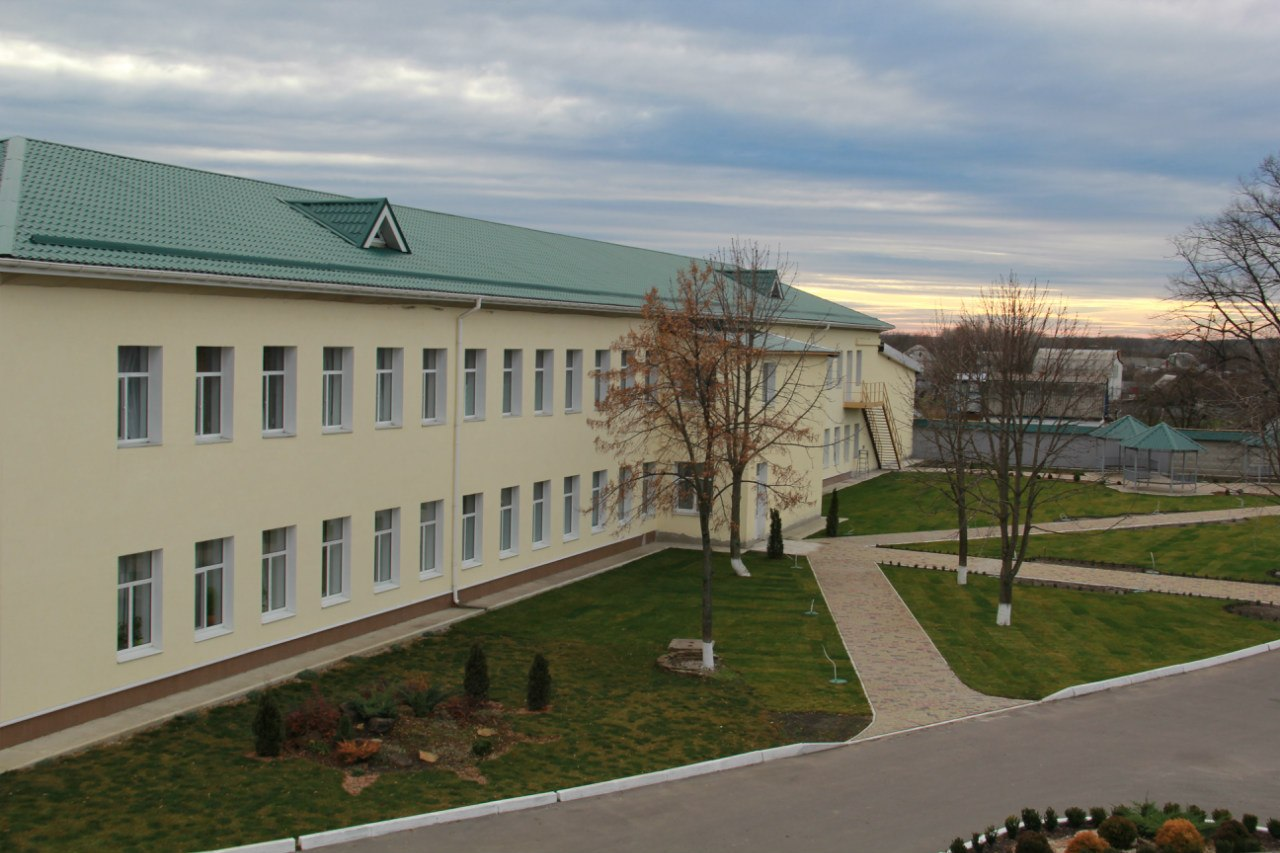
Навчальний корпус
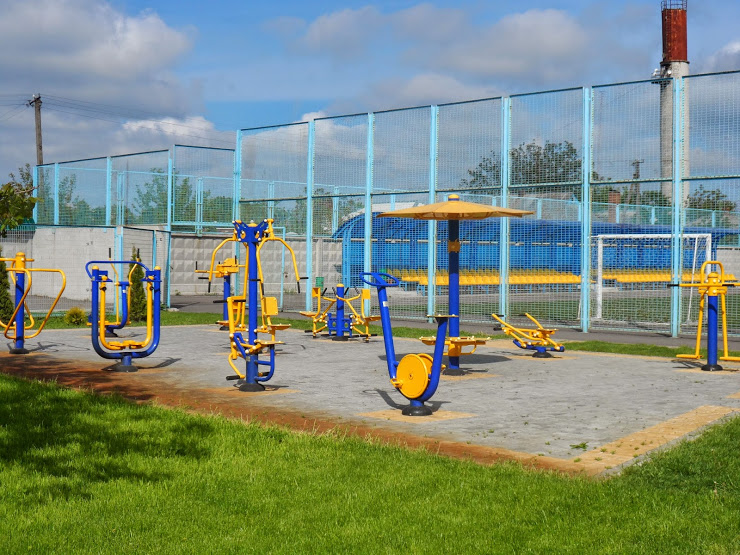
Спортивні споруди
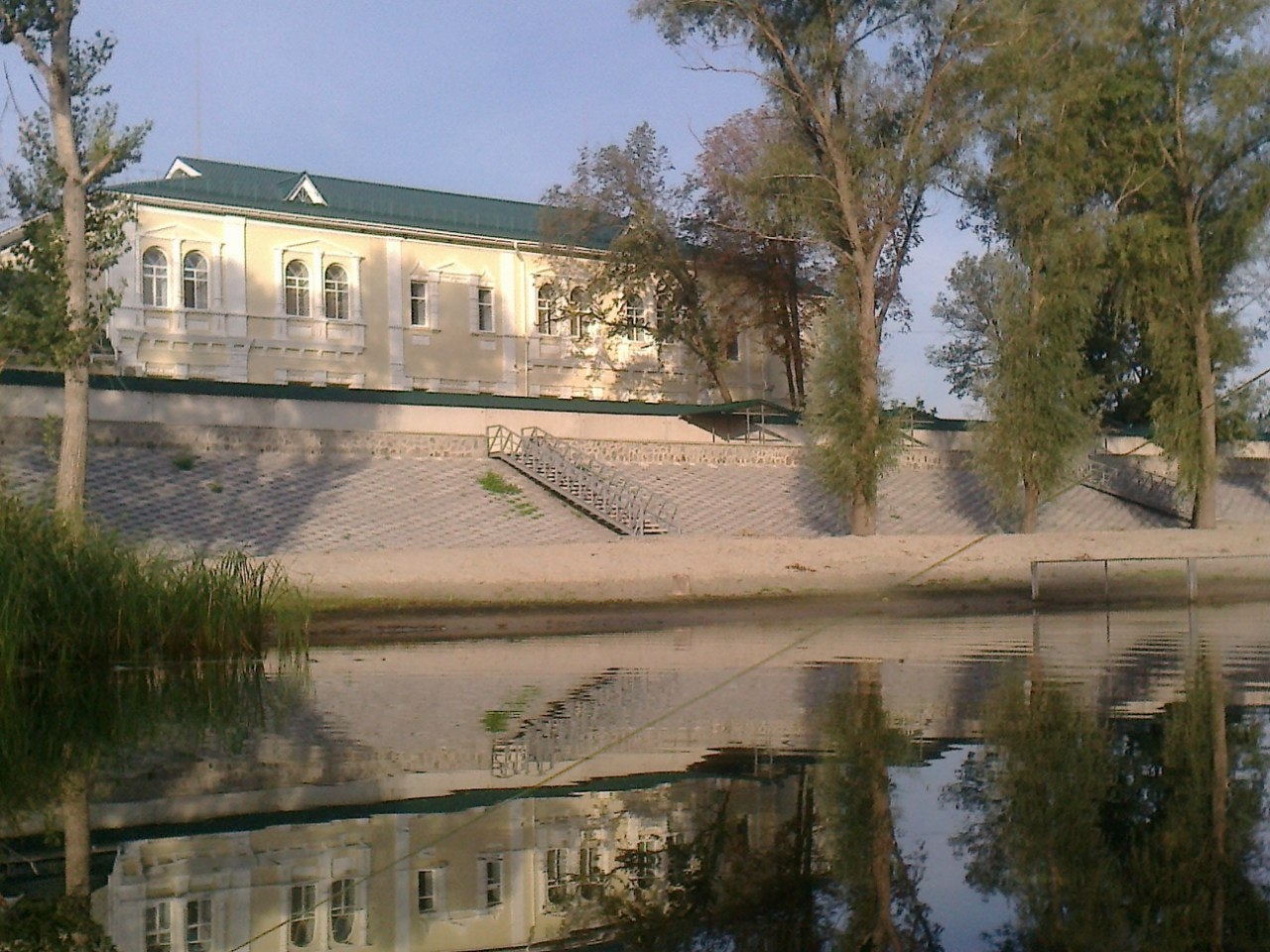
Берегоукріплення та пляж